# 土耳其民族主義

土耳其国旗

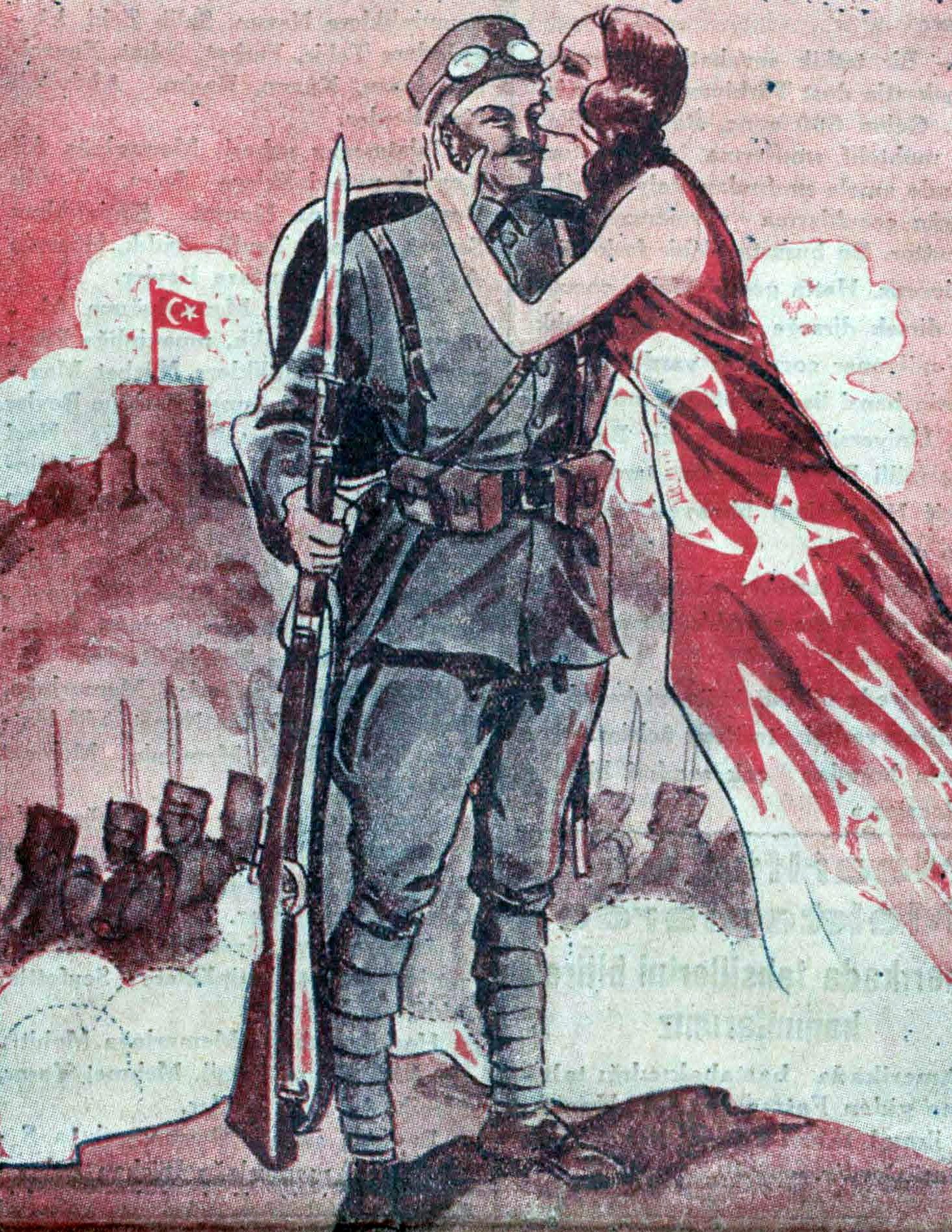
土耳其独立战争期间伊兹密尔解放的民族主义化身

土耳其民族主义（土耳其語： Türk milliyetçiliği）是一种希望促进土耳其荣耀的政治意识形态，土耳其民族主义经常被描述为“极端民族主义”。

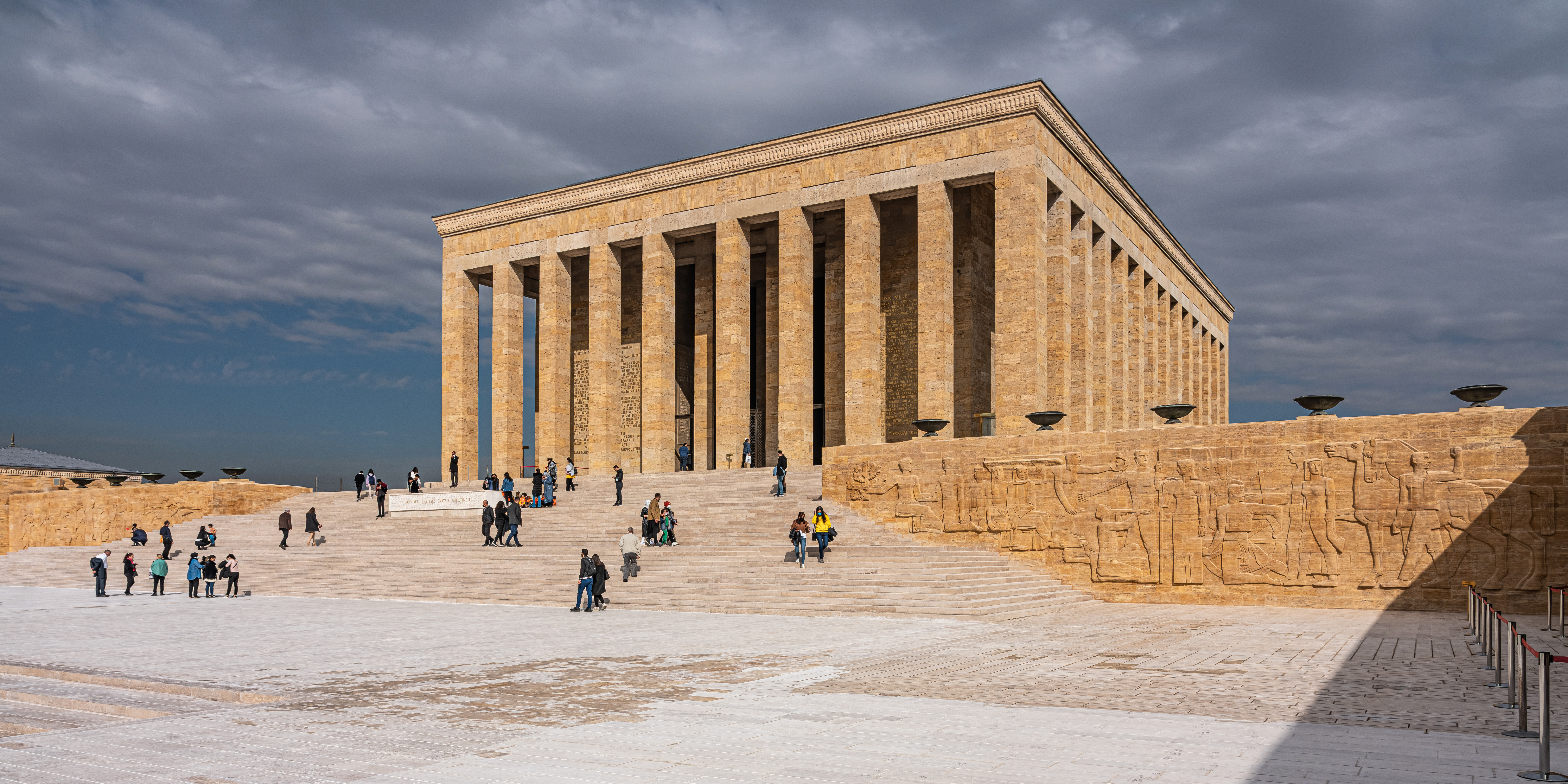
安卡拉的阿尼特卡比尔 (Anıtkabir) ，土耳其独立战争领袖、土耳其共和国创始人穆斯塔法·凯末尔·阿塔图尔克 (Mustafa Kemal Atatürk)的陵墓

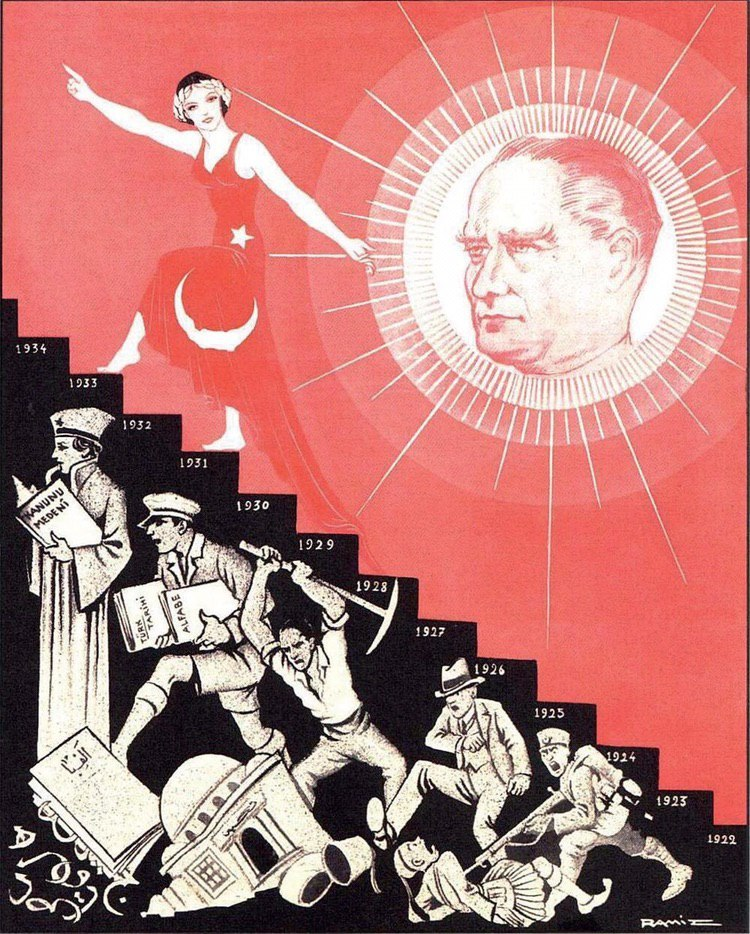
一党政权的宣传海报，描绘了阿塔图尔克的改革

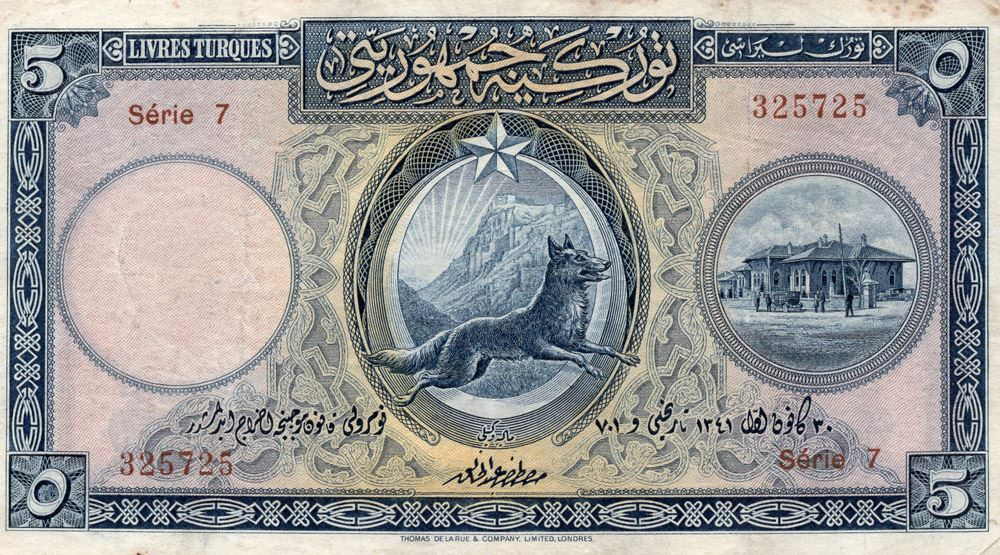
土耳其阿塔图尔克时代的 5 里拉纸币。灰狼是土耳其民族主义和泛突厥主义的象征。

奥斯曼帝国灭亡后，穆斯塔法·凯末尔·阿塔图尔克上台。他推行了一项语言改革，旨在“清除”外国语言（主要是阿拉伯语和波斯语）的影响。
早期的土耳其民族主义者是典型的世俗主义者，并且受齐亚·格卡尔普的影响，格卡尔普的目标是伊斯兰教的突厥化，例如《古兰经》应该从阿拉伯语翻译成土耳其语，在尖塔宣礼时应该用土耳其语而不是阿拉伯语。在土耳其共和国初期，宗教传统并不重要，土耳其民族主义者对土耳其社会西化持开放态度。

## 变体

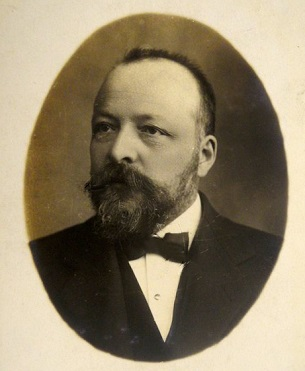
穆罕默德·艾敏·尤达库尔（Mehmet Emin Yurdakul） ，土耳其民族主义作家和政治家；他的著作和诗歌对vatan（“祖国”）一词的定义产生了重大影响。

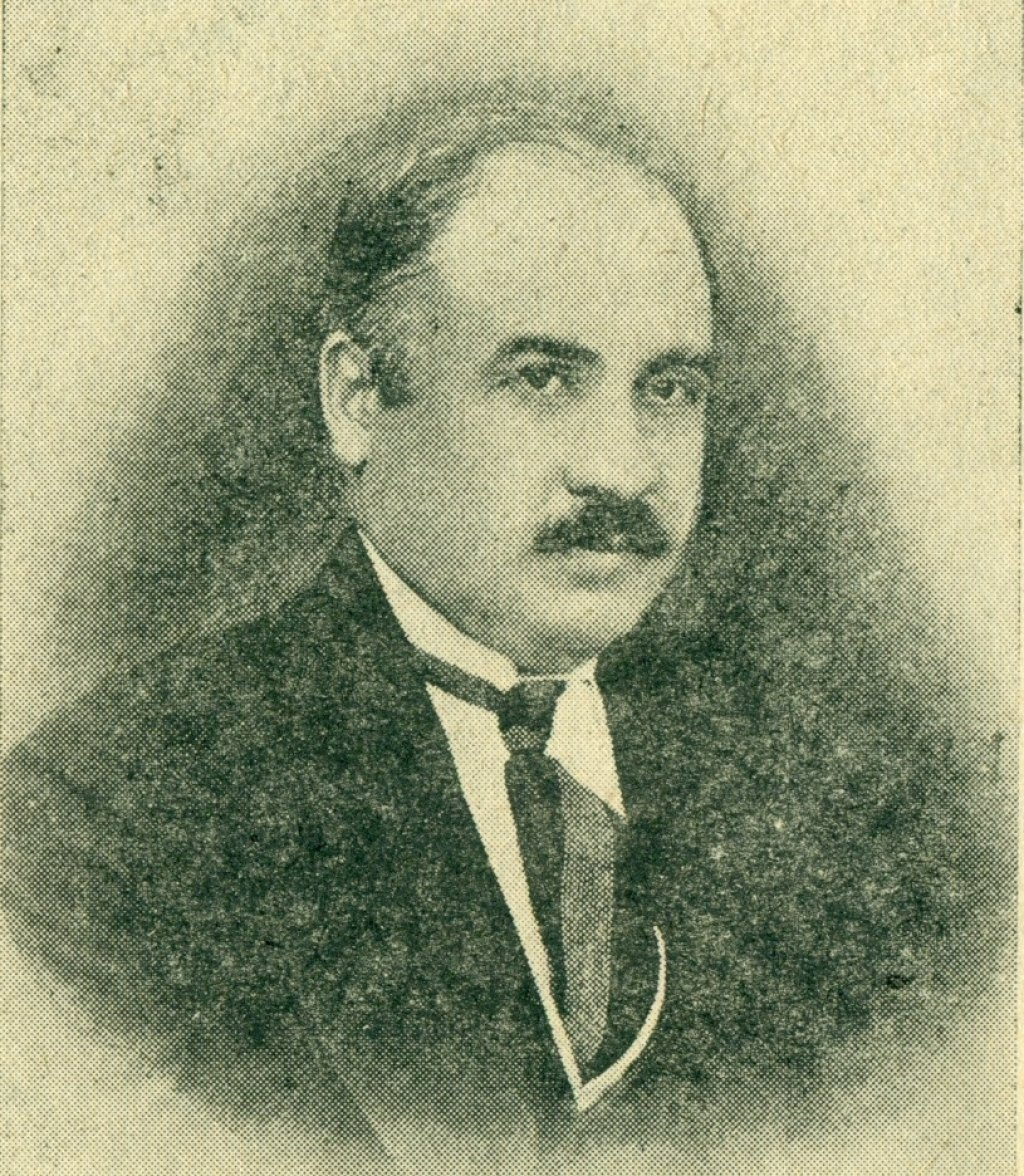
齐亚·格卡尔普 (Ziya Gökalp) ，土耳其民族主义思想家，后来成为大国民议会成员

与土耳其民族主义相关的意识形态有泛突厥主义或图兰主义（民族神秘主义的一种形式）、土耳其伊斯兰民族主义（将土耳其民族主义与伊斯兰结合起来）、安纳托利亚主义（11世纪塞尔柱征服安纳托利亚后发展起来的将土耳其民族视为一个独立的实体的政治思想 ）和世俗的公民民族主义凯末尔主义（它将“土耳其人”定义为土耳其人民的民族认同）。 

### 凯末尔主义
凯末尔主义最初由阿塔图尔克推行，以土耳其共和国的建国意识形态以民族主义为特色（土耳其語：milliyetçilik）作为其六项原则之一。
凯末尔革命旨在从多宗教、多民族的奥斯曼帝国灭亡后残存的躯体中建立一个民族国家。凯末尔主义民族主义源于社会契约论，特别是卢梭及其《社会契约论》所倡导的公民民族主义原则。
20世纪30年代，凯末尔主义成为一种以阿塔图尔克的理论基础的包罗万象的国家意识形态。凯末尔主义的国籍定义被纳入土耳其共和国宪法第66条。从法律上讲，每个公民都被定义为土耳其人，无论种族或宗教如何。土耳其国籍法规定，只有通过叛国行为才能剥夺他/她的国籍。 

### 泛突厥主义
“图兰主义”民族主义始于 1839 年成立的图兰协会，并发展出了泛图兰主义和泛突厥主义等意识形态。
泛突厥主义（土耳其語：Türkçülük or Pan-Türkizm）是齐亚·格卡尔普民族主义观点的一部分，他将其称为“突厥主义”，作为突厥人民团结的理想。 
青年土耳其革命推翻了苏丹阿卜杜勒·哈米德二世，使土耳其民族主义者在奥斯曼帝国掌权，最终导致三帕夏控制了已故的奥斯曼政府。  

### 安那托利亚主义
安纳托利亚主义（ 土耳其語：Anadoluculuk）一思想的依据是土耳其人民在1071年曼齐克特战役获胜后在安纳托利亚建立了新的文明。
土耳其成为共和初期吗，知识分子提出，土耳其民族主义的根源应在安纳托利亚而不是“图兰”。 
安纳托利亚主义创始人之一希尔米·齐亚·乌尔肯反对新奥斯曼主义和泛伊斯兰主义，也反对图兰主义。 1919年，乌尔肯写了一本名为Anadolunun Bugünki Vazifeleri （安纳托利亚的当前职责）的书，但并未出版。乌尔肯和朋友出版了期刊《阿纳多卢》 。他们致力于形成一种替代奥斯曼主义、伊斯兰主义和图兰主义的哲学。

### 土耳其伊斯兰民族主义

民族主义行动党是土耳其大国民议会中的极右翼政党。

土耳其-伊斯兰民族主义，也称为土耳其-伊斯兰联合思想（土耳其語： Türk-İslam sentezi）是一种结合了土耳其民族主义和伊斯兰教的极右翼伊斯兰保守意识形态。
这个派系是保守派历史学家易卜拉欣·卡费索格鲁 (Ibrahim Kafesoğlu) 在1972年创造的，他将土耳其与伊斯兰的融合追溯到 11 世纪的第一个穆斯林突厥王朝喀喇汗王朝。在 1973年的文本《Aydınlar Ocağı'nın Görüşü 》（字面意思是“知识分子的壁炉观”）中明确表达了这个派系的思想，特别是他们对历史的理解。出发点是反共产主义，并努力对抗马克思主义意识形态，马克思主义意识形态被视为对土耳其价值观的威胁。

该主义还强调支持北塞浦路斯土耳其共和国的独立，并希望北塞浦路斯土耳其共和国保持独立于土耳其，同时反对与希腊主导的塞浦路斯共和国建立统一的塞浦路斯的想法。 

### 新纳粹主义
1969 年，伊兹密尔出现了一个新纳粹组织，成员们穿着冲锋队制服并行希特勒礼。
直到如今，土耳其仍然有新法西斯灰狼和土耳其极端民族主义MHP，以及一些较小的组织，如阿塔曼兄弟会或土耳其纳粹党。土耳其的新纳粹主义主要在互联网上发展。

## “侮辱土耳其性”法律
土耳其刑法典第301条规定：“公开诋毁土耳其民族、土耳其共和国的人、土耳其大国民议会、土耳其共和国政府和国家司法机关，应处以六个月至两年监禁。”该条还规定：“意图批评的思想表达不构成犯罪，未经法务部长批准不得援引。” 
近期土耳其可能会废除或修改第301条。但司法系统内的民族主义者意图阻止土耳其完全加入欧盟，并且对诺贝尔奖获得者土耳其小说家奥尔罕·帕慕克、土耳其小说家埃利夫·沙法克和已故的赫兰特·丁克等人承认亚美尼亚种族灭绝的行为进行审判，
2007年5月，一项法律生效，允许土耳其屏蔽侮辱阿塔图尔克的网站。 

## 参阅
- Çetin, Zafer M. . Journal of Muslim Minority Affairs. October 2004, 24 (2): 347–365. S2CID 143320570. doi:10.1080/1360200042000296708.
- Poulton, Hugh. . Journal of Southern Europe and the Balkans. May 1999, 1 (1): 15–31. doi:10.1080/14613199908413984.
- Uslu, Emrullah. . Turkish Studies. March 2008, 9 (1): 73–97. S2CID 145194000. doi:10.1080/14683840701814018.